# 시라이 사다요시
시라이 사다요시(일본어: 白井 貞義, 1981년 1월 4일 ~ )는 일본의 축구 선수, 지도자이다.

## 지도자 경력
2012년부터 2020년까지 더스파 구사쓰 U-15팀와 더스파구사쓰 군마 레이디스 감독을 역임하기도 했다.
2023년 일본 여자 U-17 국가대표팀의 감독으로 부임. 2024년 AFC U-17 여자 아시안컵 준우승. 2024년 FIFA U-17 여자 월드컵에 출전했다.